# Société générale Corporate and Investment Banking
 (février 2022).
Société générale Corporate & Investment Banking (SG CIB) est la marque de la banque de financement et d'investissement du groupe Société générale. Elle compte près de 12 000 collaborateurs dans plus de 38 pays.

## Histoire
Le 24 janvier 2008, le président de la Société générale, Daniel Bouton, annonce une fraude de 4,82 milliards, due à un seul opérateur de marché qui aurait créé « une entreprise dans l'entreprise », dont le nom sera connu plus tard, Jérôme Kerviel ; et pour 2,1 milliards de dépréciations d'actifs (CDO) dues à la crise des subprimes.
En juillet 2008, faisant suite aux récents troubles et notamment l'affaire Kerviel la commission bancaire attribue un blâme à Société générale, accompagné d'une amende de 4 millions d'euros pour des carences graves dans son système de contrôle interne.
Ainsi, la banque lance le programme fighting back, appuyé d'un budget de 180 millions d'euros, pour renforcer les contrôles et sécuriser l'accès aux systèmes d'information. La Société générale Corporate and Investment Banking est en effet la branche du groupe qui gère les salles de marché, au sein desquelles le trader Jérôme Kerviel a travaillé d'août 2000 jusqu'à son évincement en janvier 2008. Condamné en première instance puis en appel, défait par la Cour de cassation qui a confirmé l'arrêt de la Cour d'appel dans sa dimension pénale, l'ex-trader de la Société générale est aux yeux de la Justice, coupable "d'abus de confiance, faux, usage de faux et introduction frauduleuse de données informatisées", et est condamné à payer un million d'euros à Société générale en septembre 2016.
En mai 2008, Michel Péretié prend les rênes de la SG CIB.
La crise des subprimes s'est transformée en une crise de crédit mondiale lorsqu'elle s'est précipitée avec la faillite de Lehman Brothers en septembre 2008. Les risques de contrepartie ont été assurés par les États-Unis en particulier pour les Credit default swap (CDS) de la Société générale portés par American International Group (AIG). La Société générale a récupéré 11 milliards de dollars liés à ces contrats. 
En juin 2009, un rapport explosif nommé Société générale, SG CIB. Rapport fait état d'une grogne montante des traders au sein de la SG CIB qui s'estiment sous-payés, qui jalousent leurs supérieurs sur-payés, et qui dénoncent une déontologie encore peu présente au lendemain de l'affaire Kerviel. Une grande partie des managers se déclarent au bord de la crise de nerf. Les employés déclarent faire des semaines de 65 heures,.
En janvier 2012, Didier Valet, alors directeur financier de la Société générale, remplace Michel Péretié à la tête de la SG CIB. Il est secondé par Christophe Mianné. Plusieurs modernisations sont alors opérées : le système de relation client passe sur Microsoft Dynamics CRM, et le back-office de la société est externalisé auprès d'Accenture. Structurellement, l'organisation de l'entreprise est également revue.
En mai 2014, Société générale finalise auprès du Crédit agricole l'acquisition de la participation restante de 50 % dans le capital de Newedge. La finalisation de l'acquisition de Newedge va permettre à SG CIB de se positionner comme un acteur clé dans le secteur en plein développement des services aux investisseurs post-marchés. 
Le 14 mars 2018, la Société générale annonce la démission surprise de son directeur général délégué et directeur de la banque de financement et d'investissement, Didier Valet. Cette décision est prise, selon la banque, comme le résultat « d'une différence d'appréciation dans la gestion d'un dossier juridique spécifique du groupe, antérieur à son mandat de directeur général délégué ».

## Activité
SG CIB regroupe l’ensemble des activités de banque d’investissement, de financements et de marchés. Elle est présente en Europe, sur le continent américain, et en Asie-Pacifique.
Depuis 2008, la SG CIB est leader en France sur les activités de change, avec 30 % des parts de marché en 2012.

## Direction
- Frédéric Oudéa (intérim)[19] : directeur général délégué et directeur de la Banque de financement et d'investissement, Banque privée, Gestion d'actifs, Métiers titres
- Pierre Palmieri : directeur des Activités de Financement
- Thierry d'Argent : co-directeur, Relations Clients et Banque d’Investissement
- Sylvie Rémond : co-directeur, Relations Clients et Banque d’Investissement
- Frank Drouet : directeur, Activités de Marchés